# Pou del petroli
El pou del petroli o bassa de Jafre és un pou d'aigües termals al terme de Garrigoles, tot i que l'accés més fàcil és per Jafre i d'aquí li ve un dels noms. L'origen del pou és la perforació d'una prospecció petrolífera que el 1962 va arribar fins als 2000 m de profunditat però en comptes de petroli va trobar aigües sulfuroses que brollaven a uns 60 graus. Tot i estar tapat, la pressió de l'aigua va fer brollar el pou formant una bassa d'aigua calenta que la gent de la zona feia servir com a banys termals.
El 2003 l'aigua es va declarar com a com a mineromedicinal i d'utilitat pública, i el 2005 s'hi va començar a construir al voltant un balneari i un complex hoteler que pretenia explotar la surgència i va canalitzar l'aigua, però al 2008 es van paralitzar les obres per la crisi amb la major part dels edificis ja construïts i al cap d'una dècada continuaven pendents de reprendre's.